# Olivares
Olivares es un municipio español de la provincia de Sevilla, Andalucía, España. Se encuentra dentro de la comarca del Aljarafe. Está a orillas del río Agrio, afluente del río Guadiamar. Cuenta con una población de 9504 habitantes (INE 2024).

## Localización
Se encuentra situada a una altitud de 169 metros y a 16 kilómetros de la capital de provincia, Sevilla.
| Albaida del Aljarafe | Gerena |                        |
|                      |        | Salteras               |
| Sanlúcar la Mayor    |        | Villanueva del Ariscal |

## Historia

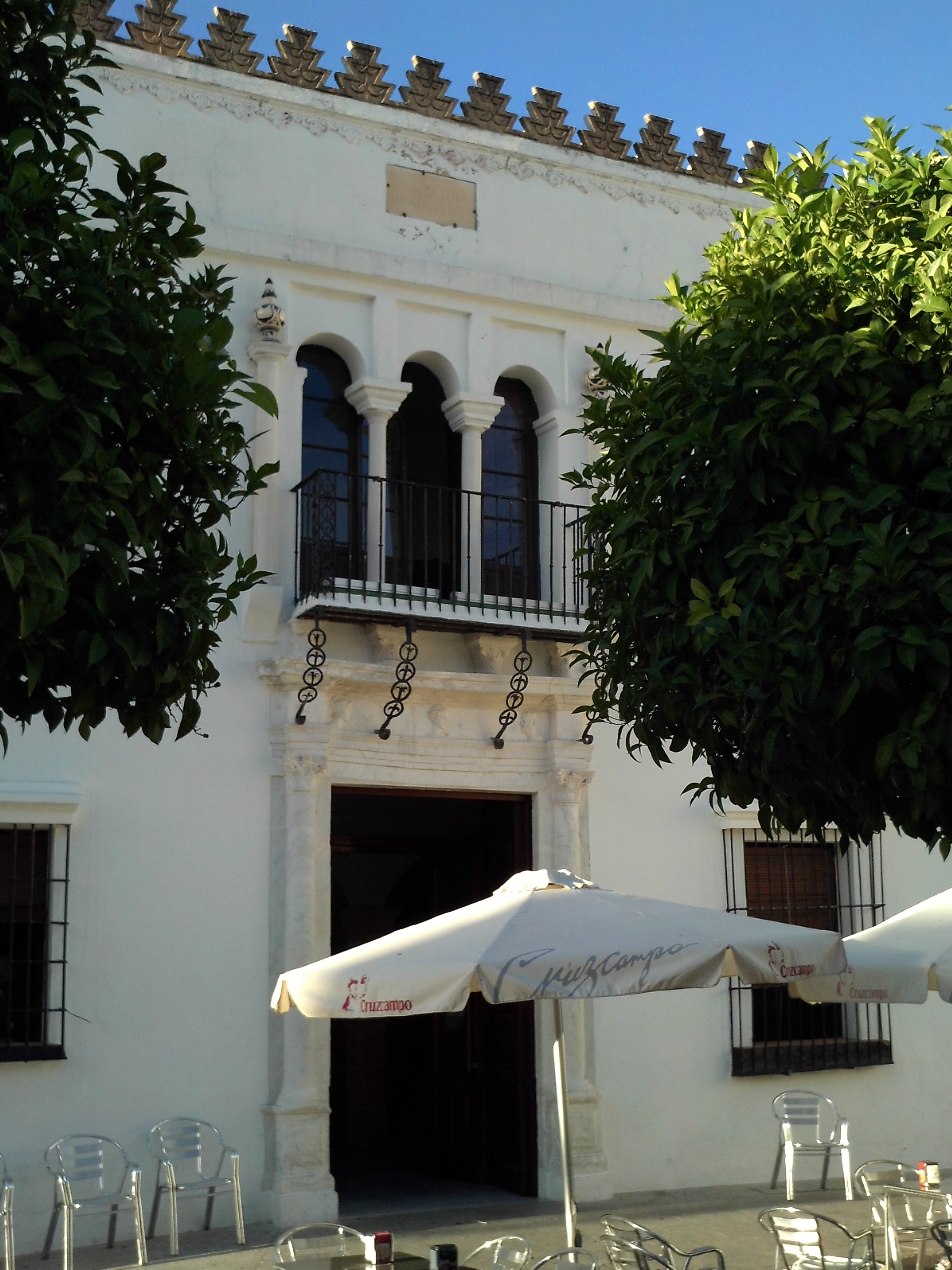
Puerta del palacio del conde-duque de Olivares, con un pórtico de mármol blanco.

Tras la conquista romana de la provincia Bética por Turculus se fundó donde actualmente se encuentra Olivares una villa romana llamada Estercolines o Estercolinas. Dentro del término municipal está montículo conocido como cerro de la Cabeza, donde debió de haber una ciudad romana de relativa importancia construida en los tiempos de César Augusto. El comercio y la comunicación con otras culturas se realizaba a través del río Maenoba, hoy conocido como Guadiamar. También dentro del término existen restos de un acueducto romano desde el que se llevaba agua desde la desaparecida ciudad de Tejada hasta Itálica.
De la época musulmana se conserva una torre defensiva del siglo XII junto a la carretera Olivares-Gerena, conocida como torre de San Antonio, por ser ese el nombre de la finca donde está. Es una torre mocha (sin almenas) de tres pisos de planta cuadrada, con ventanas en los cuatro muros en el tercer piso.
En el siglo XIII, las tierras donde se encuentra este municipio fueron donadas por el rey Fernando III a los infantes Manuel y Fadrique.
Según Diego de Valera en su Crónica abreviada de España (1482) a comienzos del XIV el rey Fernando IV le dio al infante Alfonso de la Cerda varios lugares, entre los que se encontraba Estercolinas.
En 1356 estos terrenos figuran como propiedad de Álvaro Pérez de Guzmán con el nombre de Estercolinas. Estercolinas y el vecino Heliche figuran en 1484 como del Guzmán que era duque de Medina Sidonia. El cuarto hijo de este duque fue Pedro de Guzmán, nacido en Sevilla en 1503. Sirvió a Carlos I en los combates de Alemania, Flandes, Austria y Túnez. El 15 de octubre de 1535 Carlos I nombró a Pedro de Guzmán conde de Olivares. Tras un pleito con su hermano, Juan Alonso de Guzmán, fundó su mayorazgo en Estercolinas, y cambió el nombre al lugar por Olivares. En 1538 Pedro de Guzmán compró las villas de Heliche, Castilleja de Alcántara y Castilleja de la Cuesta.
En 1539 Pedro se casó con Francisca Ribera Niño y, aunque vivían en Madrid, tenían varias casas en la provincia de Sevilla. A mediados del siglo XVI, el I conde de Olivares construyó su palacio en el pueblo. Este palacio es de estilo renacentista. Subsisten la portada principal, de mármol, el patio principal con columnas y el escudo en la fachada.
En Olivares había una ermita dedicada a la Virgen del Álamo, que era la patrona del pueblo, y que puede datar del siglo XIV (aunque una leyenda dice que fue encontrada en 1247 en el hueco de un álamo). Desde 1653 esta Virgen se encuentra en una capilla en el lado izquierdo del presbiterio de la colegiata de Santa María de las Nieves.
Enrique de Guzmán y Ribera, II conde de Olivares, fue embajador de España en Roma, y en 1590 recibió una bula del papa Gregorio XIII para crear una capilla en Olivares, que fue dotada de doce capellanes y un capellán mayor.
Gaspar de Guzmán y Pimentel heredó el condado de Olivares en 1607. Entre 1607 y 1615 estuvo en la provincia de Sevilla gestionando su patrimonio. Desde 1622 fue valido del rey Felipe IV. En 1623 le fue concedida una bula del papa Urbano VII que elevaba el rango de la capilla de Olivares a colegiata. El encargado de la colegiata pasó a ser un abad mayor mitrado, que tenía autoridad canónica en Olivares, Heliche, Albaida del Aljarafe, Sanlúcar la Mayor, Castilleja de Guzmán y parte de Castilleja de la Cuesta. El 5 de enero de 1625 el rey nombró a Gaspar de Guzmán, III conde de Olivares, como I duque de Sanlúcar la Mayor, pasando a ser conocido internacionalmente como el conde-duque de Olivares.
El cercano poblado llamado Heliche fue despoblado en 1817 y su parroquia, la de San Benito, subsistió hasta 1843.

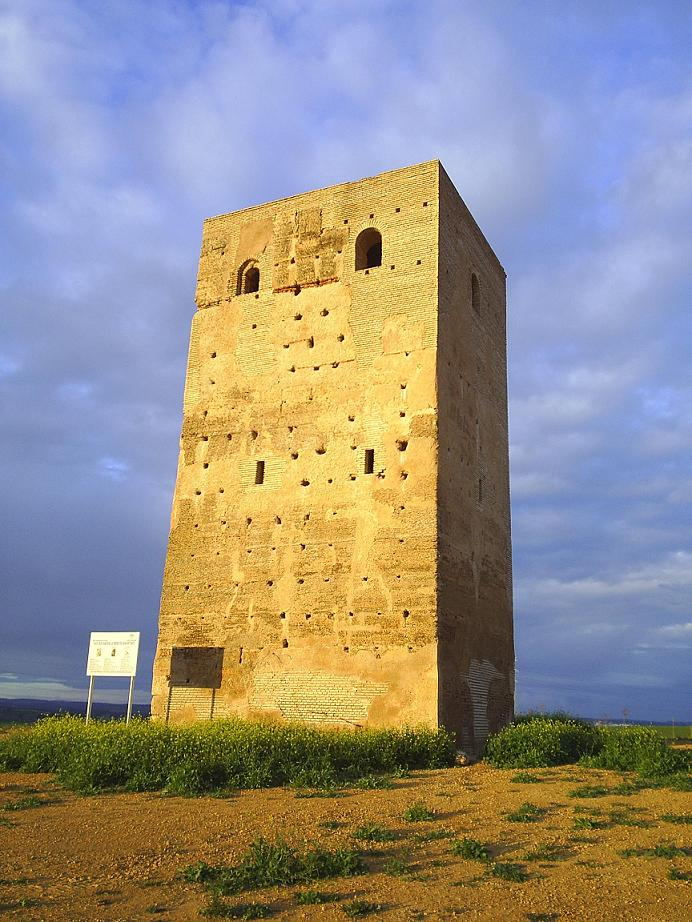
Torre de San Antonio. Se trata de una torre mocha (sin almenas) construida por los musulmanes en el.

## Demografía
Cuenta con una población de 9504 habitantes (INE 2024).
| Gráfica de evolución demográfica de Olivares entre 1842 y 2021                                                        |
| |
| Población de derecho según los censos de población del INE. Población de hecho según los censos de población del INE. |

## Economía
Posee 2725 ha de cultivos herbáceos, de las cuales 61 ha son de trigo y 1215 de girasoles. Hay 829 ha de cultivos leñosos, de las cuales 560 ha son de olivares de aceituna de mesa.
Cerca hay una estación de tren de la línea de cercanías C-5, la estación de Villanueva del Ariscal-Olivares.

#### Evolución de la deuda viva municipal
El concepto de deuda viva contempla sólo las deudas con cajas y bancos relativas a créditos financieros, valores de renta fija y préstamos o créditos transferidos a terceros, excluyéndose, por tanto, la deuda comercial.
| Gráfica de evolución de la deuda viva del Ayuntamiento de Olivares entre 2008 y 2022                                  |
| |
| Deuda viva del Ayuntamiento de Olivares, en miles de euros, según datos del Ministerio de Hacienda y Función Pública. |

## Fiestas locales
- Desde el año 2003 se celebra en Olivares una feria del barroco, con trajes y tenderetes inspirados en los siglos XVII y XVIII.[15] Se trata de un mercado medieval que evoca la época de máximo esplendor de la villa, rememorando a los Guzmanes, Don Gaspar de Guzmán y Pimentel, el Conde-Duque de Olivares, primer ministro del rey Felipe IV.[16]

El mercado Olivares Barroco se desarrolló gracias a una iniciativa emprendedora del Ayuntamiento de Olivares para mejorar las políticas locales. Desde 2003 se celebra cada año a finales de primavera, en el mes de mayo. La plaza de España de Olivares, restaurada en 2011, es el eje central del mercado, la plaza y las calles de alrededor se convierten en un complejo del siglo XVII con artesanos y tabernas, destaca su peculiar programación con talleres, teatros, conciertos, disfraces, una cuidada escenificación y recreación histórica de la época. Las diferentes ediciones de este mercado Barroco son referentes para la difusión del turismo, donde la principal idea destacada es el retorno al siglo de oro español y el patrimonio artístico de Olivares. El mercado recibe aproximadamente unas 50.000 visitas en menos de 4 días.
En 2021 el conjunto histórico artístico de Olivares cumplió 50 años como Bien de Interés Cultural. Debido a la pandemia del Covid-19 no se pudo celebrar pero el Ayuntamiento de Olivares planteó acciones alternativas con obras de teatros, exposiciones y conferencias, todo ello bajo un cumplimiento estricto de normas. En 2022 se celebró la XIX Edición “Olivares Barroco 2022” entre 19 y el 22 de mayo.
- Feria y Fiestas en honor a la Patrona de Olivares, Ntra. Señora de las Nieves. Tras una salida procesional por las calles principales del municipio, la fiesta se traslada al recinto ferial, donde los vecinos de Olivares disfrutan de la feria en sus casetas.[22]

El origen de la feria de Olivares es una de las más antiguas de la provincia de Sevilla, su inicio se remonta al siglo XIX con la Feria de Ganado, que debido a la riqueza agrícola que poseía el municipio adquirió gran importancia a nivel comarcal. En un primer momento, se celebraba en la plaza del pueblo pero llegado el siglo XX se trasladó al primer campo de feria, que hoy en día es la calle Virgen de las Nieves. Desde el año 1981 se celebra en el recinto ferial actual, que se encuentra al inicio del municipio de Olivares, siguiendo la carretera de Sanlúcar La Mayor. Las fiestas patronales se organizan en torno al 5 de agosto, día de la Virgen, con una procesión inicial en honor a la patrona, Nuestra Señora de las Nieves, tras la procesión, en el recinto ferial se ubican más de treinta casetas instaladas por los vecinos del municipio pertenecientes a asociaciones, hermandades y particulares.
En el año 2021, el ayuntamiento de Olivares puso en marcha una programación alternativa a las populares fiestas patronales de Olivares, ya que debido a la pandemia del Covid-19 no se pudo celebrar de la manera tradicional. Las fiestas contaron con un pasacalle y concierto de la Asociación Filarmónica y Cultural Santa María de las Nieves de Olivares, desayunos, espectáculos, talleres y cata de vinos, todas las actividades al aire libre y siguiendo el protocolo frente al Covid-19.
- La festividad de San Sebastián, patrón de Olivares, se celebra cada 20 de enero con un triduo (conjunto de rezos o celebraciones religiosas que dura tres días y es propio de la Iglesia católica) una vez finalizado el triduo en homenaje al patrón, se realiza una tradicional quema de bengalas en la plaza de España.[26]

- En la Semana Santa procesionan dos cofradías:[27]
  - La Antigua y Primitiva Hermandad y Cofradía de Nazarenos de la Santa Vera+Cruz, Preciosa Sangre de Nuestro Señor Jesucristo, Nuestro Padre Jesús Atado a la Columna, Santísimo Cristo de la Salud, Nuestra Señora de la Antigua, Santa Ángela de la Cruz y San Juan Evangelista, fundada en 1552, procesiona el Jueves Santo y el Domingo de Resurrección.[27]
  - La Hermandad y Cofradía de Nazarenos de Nuestro Padre Jesús Nazareno, Santo Entierro de Cristo y María Santísima de los Dolores en su Soledad, fundada en 1712, procesiona el Viernes Santo.[27]

- Fiesta de San Blas: en febrero los niños van a la colegiata acompañados de sus familias para la bendición de panes y roscos.[28]

- Celebración del Corpus Christi.

Por otro lado, en Olivares existe una Hermandad del Rocío, fundada en 1934, que realiza su romería anual.